# 사북초등학교
사북초등학교(舍北初等學校)는 대한민국 강원특별자치도 정선군에 있는 공립 초등학교이다.

## 학교 연혁
- 1941.10.01	사북간이학교로 설립 인가
- 1942.04.01	사북국민학교로 개교
- 1946.09.24	조선 재미 군정청 통첩에 의하여 재개교, 제 1대 전영환 교장 부임
- 1949.06.23	제1회 졸업식 거행
- 1952.08.13	정동국민학교로 교명 개칭
- 1960.04.30	탄광개발로 아동 증가 6학급 편성
- 1974.04.25	사북국민학교로 교명 재변경
- 1977.03.01	61학급 편성
- 1978.03.01	동원국민학교로 8학급 분리
- 1987.03.01	64학급 편성
- 1988.03.02	사음국민학교 20개 학급 분리
- 1996.03.01	사북초등학교로 교명 변경
- 2013.03.01	사북초등학교와 사음초등학교 통폐합
- 2014.07.28	사북초등학교 (구)사음초등학교 자리로 학교 이전
- 2017.02.10	제69회 졸업식(42명, 졸업생 총수 11,553명)
- 2017.03.01	13학급 편성(특수학급 1학급), 유치원 4학급 편성(특수학급 1학급)
- 2017.09.01	제23대 심상준 교장 부임